# Межно (озеро)
Ме́жно (бел. Ме́жна) — озеро в Россонском районе Витебской области Белоруссии. Относится к бассейну реки Дрисса.

## Физико-географическая характеристика
Озеро Межно располагается в 18 км к юго-востоку от городского посёлка Россоны. К югу от водоёма находится деревня, также носящая название Межно. Высота над уровнем моря — 143,9 м.
Площадь зеркала составляет 1,34 км². Длина озера — 3,55 км, наибольшая ширина — 0,55 км. Длина береговой линии — 11,05 км. Наибольшая глубина — 7,1 м, средняя — 3,4 м. Объём воды в озере — 4,59 млн м³. Площадь водосбора — 15 км².
Котловина лощинного типа, лопастной формы, вытянутая с севера на юг. Склоны пологие, песчаные, покрытые лесом. Высота склонов составляет 7—8 м, на северо-востоке и западе местами понижаясь до 3 м. Береговая линия извилистая. В северо-восточной части озера присутствуют два длинных узких залива. Берега 0,3—0,4 м высотой, песчаные, поросшие кустарником. Восточный берег сливается со склонами озёрной котловины.
Дно корытообразной формы. Мелководье выстлано песком и опесчаненным илом. Глубины до 2 м занимают 22 % площади водоёма. Глубже дно покрыто кремнезёмистым сапропелем. Наиболее глубокое место находится в северной части озера, ближе к восточному берегу.

## Гидрология
Озеро слабопроточное. Впадают четыре ручья, в том числе из озера Семененки. Вытекает ручей, впадающий в реку Дрисса. Сток в Дриссу регулируется шлюзом.
Минерализация воды составляет 110 мг/л, прозрачность — 1,8 м, цветность воды — 150°. Водоём подвержен эвтрофикации.

## Флора и фауна
Несмотря на эвтрофный режим насыщения, озеро зарастает слабо. Ширина полосы растительности варьируется от 20 до 50 м. Озёрную флору представляют тростник, камыш, рдесты, кувшинки, уруть, гидрилла.
В воде обитают окунь, плотва, линь, карась, ёрш, налим, краснопёрка, густера, лещ. Проводится промысловый лов рыбы. Организовано платное любительское рыболовство.